# Lista de episódios de Conexão Repórter
Lista de episódios (reportagens) do programa investigativo Conexão Repórter apresentado por Roberto Cabrini no SBT.

## 1ª Temporada: 2010
| Nº | Título                                   | Exibição original      |
| -- | ---------------------------------------- | ---------------------- |
| 1  | A Máfia que Vende Crianças no Brasil     | 4 de Março de 2010     |
| 2  | Pedofilia: Sexo, Intrigas e Poder        | 11 de Março de 2010    |
| 3  | Prostituição: O Outro Lado da Escuridão  | 18 de Março de 2010    |
| 4  | Pichadores: Rebeldes Urbanos             | 25 de Março de 2010    |
| 5  | SOS Saúde                                | 1 de Abril de 2010     |
| 6  | Sexo, Intrigas e Poder: Novas Revelações | 8 de Abril de 2010     |
| 7  | Somália: Diário das Trevas               | 15 de Abril de 2010    |
| 8  | Meninos do Farol                         | 22 de Abril de 2010    |
| 9  | Sexo, Intrigas e Poder - Parte 3         | 29 de Abril de 2010    |
| 10 | Rota da Perdição: O Ciclo da Droga       | 3 de Maio de 2010      |
| 11 | Roda da Perdição - Parte 2               | 10 de Maio de 2010     |
| 12 | Filhos da AIDS                           | 17 de Maio de 2010     |
| 13 | Vendem-se Brasileiros - Parte 2          | 21 de Maio de 2010     |
| 14 | A Morte Por Encomenda                    | 31 de Maio de 2010     |
| 15 | Infância Violada                         | 7 de Junho de 2010     |
| 16 | Jorge Kajuru                             | 14 de Junho de 2010    |
| 17 | Saindo do Inferno                        | 17 de Junho de 2010    |
| 18 | Gangues de Luxo                          | 24 de Junho de 2010    |
| 19 | Bombeiros 24 Horas                       | 1 de Julho de 2010     |
| 20 | Caso Bruno                               | 8 de Julho de 2010     |
| 21 | O Clube do Segredo                       | 15 de Julho de 2010    |
| 22 | O Novo Mapa da Droga                     | 22 de Julho de 2010    |
| 23 | A Corrida da Morte                       | 29 de Julho de 2010    |
| 24 | Batidão do Senhor                        | 5 de Agosto de 2010    |
| 25 | A Polêmica Troca de Sexo                 | 12 de Agosto de 2010   |
| 26 | O Outro Lado da Meia-Noite               | 19 de Agosto de 2010   |
| 27 | Relatos de um Sequestro                  | 26 de Agosto de 2010   |
| 28 | Os Donos da Rua                          | 2 de Setembro de 2010  |
| 29 | Vende-se Uma Barriga                     | 9 de Setembro de 2010  |
| 30 | Os Verdadeiros Irracionais               | 16 de Setembro de 2010 |
| 31 | Sexo, Crime e Vaticano                   | 23 de Setembro de 2010 |
| 32 | Batidão do Senhor                        | 30 de Setembro de 2010 |
| 33 | Ovnis Arquivo Secreto                    | 7 de outubro de 2010   |
| 34 | Os Bastidores dos Milagres - Parte I     | 14 de Outubro de 2010  |
| 35 | Os Bastidores dos Milagres - Parte II    | 21 de Outubro de 2010  |
| 36 | Vendem-se Órgãos                         | 28 de Outubro de 2010  |
| 37 | Vida Após a Morte                        | 4 de Novembro de 2010  |
| 38 | Oxi - A Nova Droga                       | 11 de Novembro de 2010 |
| 39 | Vivendo de Migalhas                      | 18 de Novembro de 2010 |
| 40 | Exorcismo: A Luta Contra o Mal           | 25 de Novembro de 2010 |
| 41 | Rio Sitiado                              | 2 de Dezembro de 2010  |
| 42 | 50 anos de Carreira de Raul Gil          | 9 de Dezembro de 2010  |
| 43 | Nas Profundezas do Cárcere               | 16 de Dezembro de 2010 |
| 44 | O Evangelho de Judas                     | 23 de Dezembro de 2010 |
| 45 | A Polêmica História do Irã               | 30 de Dezembro de 2010 |

## 2ª Temporada: 2011
| Nº | Título                               | Exibição original      |
| -- | ------------------------------------ | ---------------------- |
| 46 | Memórias de Um Agente da Repressão   | 30 de março de 2011    |
| 47 | Vidas Secretas                       | 6 de Abril de 2011     |
| 48 | No Rastro da Intolerância            | 13 de Abril de 2011    |
| 49 | Os Esquecidos                        | 20 de Abril de 2011    |
| 50 | Manual de Como Enganar um Brasileiro | 27 de Abril de 2011    |
| 51 | A Era do Medo                        | 4 de Maio de 2011      |
| 52 | A Criança e a Fé                     | 11 de Maio de 2011     |
| 53 | O Medo nas Salas de Aula             | 18 de Maio de 2011     |
| 54 | Oxi A Ameaça que Virou Epidemia      | 25 de Maio de 2011     |
| 55 | No Rastro do Preconceito             | 1 de Junho de 2011     |
| 56 | Rebeldes Urbanos                     | 8 de Junho de 2011     |
| 57 | Simplesmente Mamonas                 | 15 de Junho de 2011    |
| 58 | Inocência Roubada                    | 22 de Junho de 2011    |
| 59 | A Morte Sob Rodas                    | 29 de Junho de 2011    |
| 60 | Profissão Matar                      | 6 de Julho de 2011     |
| 61 | Agressão em Mulheres                 | 13 de Julho de 2011    |
| 62 | Os Invisíveis                        | 20 de Julho de 2011    |
| 63 | Somália: Diário das Trevas           | 27 de Julho de 2011    |
| 64 | Brasileiro, Jovem, Desprotegido      | 3 de Agosto de 2011    |
| 65 | O Mensageiro                         | 10 de Agosto de 2011   |
| 66 | O Outro Lado da Noite                | 17 de Agosto de 2011   |
| 67 | Prisão De Menores 24 Horas           | 24 de Agosto de 2011   |
| 68 | Prisão De Menores 24 Horas II        | 31 de Agosto de 2011   |
| 69 | 11 de Setembro: O Dia que Não Acabou | 7 de Setembro de 2011  |
| 70 | Separados por um Oceano              | 14 de Setembro de 2011 |
| 71 | O Mercado do Sexo                    | 21 de Setembro de 2011 |
| 72 | A Rua e a Selva                      | 28 de Setembro de 2011 |
| 73 | Atenção Emergência                   | 5 de Outubro de 2011   |
| 74 | Meninos do Farol                     | 12 de Outubro de 2011  |
| 75 | Anatomia do Roubo                    | 19 de Outubro de 2011  |
| 76 | Adrenalina da Morte                  | 26 de Outubro de 2011  |
| 77 | Brasil das Filas                     | 2 de Novembro de 2011  |
| 78 | Neymar - Ídolo do Brasil             | 9 de Novembro de 2011  |
| 79 | A Rainha do Obscuro                  | 16 de Novembro de 2011 |
| 80 | No Rastro Da Intolerância - Parte II | 23 de Novembro de 2011 |
| 81 | No Rastro Do Preconceito - Parte II  | 30 de Novembro de 2011 |
| 82 | Jovens, Ricos e Imprudentes          | 14 de Dezembro de 2011 |
| 83 | Crime e Castigo                      | 21 de Dezembro de 2011 |

## 3ª Temporada: 2012
| Nº  | Título                                                     | Exibição original       |
| --- | ---------------------------------------------------------- | ----------------------- |
| 84  | Personalidades 2011 - Histórias que Contamos               | 4 de janeiro de 2012    |
| 85  | A Rua e a Selva (reprise)                                  | 11 de janeiro de 2012   |
| 86  | Garotos de Aluguel                                         | 19 de janeiro de 2012   |
| 87  | A Epidemia                                                 | 26 de janeiro de 2012   |
| 88  | Frota: O Cara da Contramão                                 | 2 de fevereiro de 2012  |
| 89  | Animais em Perigo                                          | 9 de fevereiro de 2012  |
| 90  | Entrevista com Monica Mattos                               | 16 de fevereiro de 2012 |
| 91  | Um Lar a Qualquer Preço                                    | 23 de fevereiro de 2012 |
| 92  | Os Donos da Rua                                            | 1 de março de 2012      |
| 93  | Homens sem Sobrenome                                       | 8 de março de 2012      |
| 94  | Emicida: o Rei da Rua                                      | 15 de março de 2012     |
| 95  | Pastor Marcos Pereira: Um Homem na Linha de Fogo           | 22 de março de 2012     |
| 96  | Charlatões do Amor                                         | 29 de março de 2012     |
| 97  | O Preço do Milagre                                         | 5 de abril de 2012      |
| 98  | Por Um Prato de Comida                                     | 12 de abril de 2012     |
| 99  | Os Donos da Vassoura                                       | 19 de abril de 2012     |
| 100 | Em Busca dos Picaretas                                     | 26 de abril de 2012     |
| 101 | A Praça do Povo                                            | 3 de maio de 2012       |
| 102 | Confissões de um Padre: Entrevista com Padre Marcelo Rossi | 10 de maio de 2012      |
| 103 | Em Busca da Igualdade                                      | 17 de maio de 2012      |
| 104 | Obcecados Pelo Risco                                       | 24 de maio de 2012      |
| 105 | O Outro Lado da Passarela                                  | 31 de maio de 2012      |
| 106 | Prisão de Menores                                          | 7 de junho de 2012      |
| 107 | O Outro Lado da Passarela - Parte 2                        | 14 de junho de 2012     |
| 108 | Mulas do Tráfico                                           | 21 de junho de 2012     |
| 109 | Uma Odisséia chamada La Bombonera                          | 28 de junho de 2012     |
| 110 | Impunidade no Trânsito                                     | 5 de julho de 2012      |
| 111 | Arrastões: Terror nas Ruas                                 | 12 de julho de 2012     |
| 112 | Mães do Cárcere                                            | 19 de julho de 2012     |
| 113 | Bastidores da Novela Carrossel                             | 26 de julho de 2012     |
| 114 | Bastidores da Novela Carrossel (Parte 2)                   | 2 de agosto de 2012     |
| 115 | Mulheres do Crime                                          | 9 de agosto de 2012     |
| 116 | As Damas do Dia                                            | 16 de agosto de 2012    |
| 117 | A Casa dos Esquecidos                                      | 23 de agosto de 2012    |
| 118 | Crack, A Guerra Interna                                    | 30 de agosto de 2012    |
| 119 | Especial 120 Edições                                       | 6 de setembro de 2012   |
| 120 | A Escuridão dos Fortes                                     | 13 de setembro de 2012  |
| 121 | De Volta à Casa dos Esquecidos                             | 20 de setembro de 2012  |
| 122 | Por Um Punhado de Dinheiro                                 | 27 de setembro de 2012  |
| 123 | A História de uma Entrevista                               | 4 de outubro de 2012    |
| 124 | Exorcismo: A Guerra Oculta                                 | 11 de outubro de 2012   |
| 125 | À Sombra da Lei                                            | 18 de outubro de 2012   |
| 126 | O Reino dos Mutilados                                      | 25 de outubro de 2012   |
| 127 | Proibidos de Viver                                         | 1 de novembro de 2012   |
| 128 | Inverno dos Ex-guerreiros                                  | 8 de novembro de 2012   |
| 129 | Culpados Antes de Nascer                                   | 15 de novembro de 2012  |
| 130 | As Mil Faces de Eliana                                     | 22 de novembro de 2012  |
| 133 | Manual de Como Enganar um Brasileiro - Parte 2             | 29 de novembro de 2012  |
| 134 | Vendem-se Brasileiros - Novos Desdobramentos               | 6 de dezembro de 2012   |
| 135 | Os Brasileiros do Lado B                                   | 13 de dezembro de 2012  |
| 136 | Brasileiro, Jovem, Desprotegido (reprise)                  | 20 de dezembro de 2012  |

## 4ª Temporada: 2013
| Nº  | Título                                                     | Exibição original       | Audiência |
| --- | ---------------------------------------------------------- | ----------------------- | --------- |
| 137 | A Praça do Povo (reprise)                                  | 3 de janeiro de 2013    |           |
| 138 | Garotos de Aluguel (reprise)                               | 10 de janeiro de 2013   |           |
| 139 | O Outro Lado da Passarela (reprise)                        | 17 de janeiro de 2013   |           |
| 140 | A Casa dos Esquecidos (reprise)                            | 24 de janeiro de 2013   |           |
| 141 | Mães do Cárcere (reprise)                                  | 31 de janeiro de 2013   |           |
| 142 | Culpados Antes de Nascer (reprise)                         | 7 de fevereiro de 2013  |           |
| 143 | Pastor Marcos Pereira: Um Homem na Linha de Fogo (reprise) | 14 de fevereiro de 2013 |           |
| 144 | A Corrente                                                 | 21 de fevereiro de 2013 |           |
| 145 | Os Senhores da Floresta                                    | 28 de fevereiro de 2013 | 5.0       |
| 146 | Baladas Lado B                                             | 7 de março de 2013      |           |
| 147 | O Segundo Rosto                                            | 14 de março de 2013     | 5.0       |
| 148 | A Primavera dos Diferentes                                 | 21 de março de 2013     | 6.0       |
| 149 | Entre o Lar e a Rua                                        | 28 de março de 2013     | 6.0       |
| 150 | Entre Anjos e Demônios                                     | 4 de abril de 2013      | 6.0       |
| 151 | Os Vendedores do Céu na Terra                              | 11 de abril de 2013     | 5.0       |
| 152 | A Troca                                                    | 18 de abril de 2013     | 6.0       |
| 153 | O Polêmico Médium                                          | 25 de abril de 2013     | 5.0       |
| 154 | A Mente dos Adolescentes                                   | 2 de maio de 2013       | 5.0       |
| 155 | Especial pastor Marcos Pereira                             | 9 de maio de 2013       | 5.0       |
| 156 | Morte no Casamento                                         | 23 de maio de 2013      | 7.0       |
| 157 | As Escolas do Medo                                         | 30 de maio de 2013      | 5.0       |
| 158 | As Damas do Dia                                            | 6 de junho de 2013      | 7.0       |
| 159 | Os Porões do Futebol                                       | 13 de junho de 2013     | 7.0       |
| 160 | Os Porões do Futebol - Parte 2                             | 20 de junho de 2013     | –         |
| 161 | Em Nome da Justiça                                         | 27 de junho de 2013     | –         |
| 162 | O Inverno dos Guerreiros                                   | 4 de julho de 2013      | –         |
| 163 | O Mundo das Chiquititas                                    | 11 de julho de 2013     | –         |
| 164 | Muito Além do Jardim                                       | 18 de julho de 2013     | –         |
| 165 | Baladas                                                    | 25 de julho de 2013     | –         |
| 166 | A Obsessão                                                 | 1 de agosto de 2013     | –         |
| 167 | Entre o Céu e o Inferno                                    | 8 de agosto de 2013     | –         |
| 168 | A Casa dos Esquecidos - 1 Ano Depois                       | 15 de agosto de 2013    | –         |
| 169 | Luan do Brasil                                             | 22 de agosto de 2013    | –         |
| 170 | A Escuridão dos Fortes                                     | 29 de agosto de 2013    | –         |
| 171 | Documentário de 1º de setembro (programa especial)         | 1 de setembro de 2013   | –         |
| 172 | Os Filhos dos Coronéis                                     | 5 de setembro de 2013   | –         |
| 173 | O Avesso da Noite                                          | 12 de setembro de 2013  | –         |
| 174 | A Outra Face                                               | 19 de setembro de 2013  | –         |
| 175 | O Expresso dos Indesejados                                 | 26 de setembro de 2013  | –         |
| 176 | A Vida Entre Duas Rodas                                    | 3 de outubro de 2013    | –         |
| 177 | O Poeta na Contramão                                       | 10 de outubro de 2013   | –         |
| 178 | Mulheres do Crime                                          | 17 de outubro de 2013   | –         |
| 179 | O Diário do Mal                                            | 24 de outubro de 2013   | –         |
| 180 | O Senhor dos Animais                                       | 31 de outubro de 2013   | –         |
| 181 | A Revolta Secreta                                          | 7 de novembro de 2013   | –         |
| 182 | Proibidos de Viver                                         | 14 de novembro de 2013  | –         |
| 183 | A Procura de um Novo Amanhecer                             | 21 de novembro de 2013  | –         |
| 184 | Rua Selvagem                                               | 28 de novembro de 2013  | –         |
| 185 | Entre a Liberdade e o Preconceito                          | 5 de dezembro de 2013   | –         |
| 186 | Guerrilhas Urbanas                                         | 12 de dezembro de 2013  | –         |
| 187 | Personagens 2013: Limites e Escolhas                       | 19 de dezembro de 2013  | –         |
| 188 | Retrospectiva 2013                                         | 26 de dezembro de 2013  | -         |

## 5ª Temporada: 2014[21]
| Nº  | Título                                                                                 | Exibição original       |
| --- | -------------------------------------------------------------------------------------- | ----------------------- |
| 189 | Em Nome do Senhor: Entrevista Exclusiva com Marcos Pereira                             | 2 de janeiro de 2014    |
| 190 | A Corrente: Cabrini Entrevista Mães Que Acorrentam Filhos                              | 9 de janeiro de 2014    |
| 191 | Luan Santana                                                                           | 16 de janeiro de 2014   |
| 191 | Os Porões do Futebol - Parte 1                                                         | 23 de janeiro de 2014   |
| 192 | Os Porões do Futebol - Parte 2                                                         | 30 de janeiro de 2014   |
| 193 | A vida Entre Duas Rodas                                                                | 6 de fevereiro de 2014  |
| 194 | Entre o Céu e o Inferno                                                                | 13 de fevereiro de 2014 |
| 194 | Diário do Mal                                                                          | 20 de fevereiro de 2014 |
| 195 | Os Filhos dos Coronéis                                                                 | 27 de fevereiro de 2014 |
| 196 | O Expresso dos Indesejados                                                             | 6 de março de 2014      |
| 197 | Sete Vidas do Ratinho                                                                  | 12 de março de 2014     |
| 198 | Bastidores da Prisão                                                                   | 18 de março de 2014     |
| 199 | Fronteiras da Vida                                                                     | 26 de março de 2014     |
| 200 | Os Protetores do Cárcere                                                               | 02 de abril de 2014     |
| 201 | O Dia Que Não Terminou                                                                 | 09 de abril de 2012     |
| 202 | Escritório Central                                                                     | 16 de abril de 2014     |
| 203 | A Sombra da Lei                                                                        | 23 de abril de 2014     |
| 204 | Linha da Vida - Parte 1                                                                | 30 de abril de 2014     |
| 205 | Linha da Vida - Parte 2                                                                | 07 de maio de 2014      |
| 206 | Cárcere de Forasteiros                                                                 | 14 de maio de 2014      |
| 207 | O Homem Que Aprendeu a Rir de Si Mesmo                                                 | 21 de maio de 2014      |
| 208 | A Um Passo do Crime                                                                    | 28 de maio de 2014      |
| 209 | O Protetor dos Inocentes                                                               | 4 de junho de 2014      |
| 210 | Os Polêmicos                                                                           | 11 de junho de 2014     |
| 211 | O Doce Veneno nos Campos do Senhor                                                     | 18 de junho de 2014     |
| 212 | A Outra Copa - Parte 1                                                                 | 25 de junho de 2014     |
| 213 | Os Blocs                                                                               | 02 de julho de 2014     |
| 214 | A Outra Copa - Parte 2                                                                 | 09 de julho de 2014     |
| 215 | Os Porões do Futebol: As Raízes da Humilhação                                          | 16 de julho de 2014     |
| 216 | O Tom Nosso de Cada Dia                                                                | 23 de julho de 2014     |
| 217 | Músculos Proibidos                                                                     | 30 de julho de 2014     |
| 218 | Por Trás do Balcão                                                                     | 06 de agosto de 2014    |
| 219 | Especial Eduardo Campos (Programa exibido ao vivo como cobertura especial do acidente) | 13 de agosto de 2014    |
| 220 | Homem de Ferro                                                                         | 20 de agosto de 2014    |
| 221 | Passional                                                                              | 27 de agosto de 2014    |
| 222 | A Casa dos Esquecidos - O Retorno                                                      | 03 de setembro de 2014  |
| 223 | As Raízes do Preconceito                                                               | 10 de setembro de 2014  |
| 224 | Prisioneiros da Magreza                                                                | 17 de setembro de 2014  |
| 225 | Invasão de Privacidade                                                                 | 24 de setembro de 2014  |
| 226 | Inimigos Íntimos - Parte 1                                                             | 01 de outubro de 2014   |
| 227 | Com As Próprias Mãos                                                                   | 08 de outubro de 2014   |
| 228 | S.O.S Saúde                                                                            | 15 de outubro de 2014   |
| 229 | Saindo do Gueto                                                                        | 22 de outubro de 2014   |
| 230 | Mapa da Destruição                                                                     | 29 de outubro de 2014   |
| 231 | Máquinas que Matam                                                                     | 05 de novembro de 2014  |
| 232 | Acerto de Contas                                                                       | 12 de novembro de 2014  |
| 233 | Os Proibidos                                                                           | 19 de novembro de 2014  |
| 234 | Inimigos Íntimos - Parte 2                                                             | 26 de novembro de 2014  |
| 235 | Os Reis do Sertanejo                                                                   | 03 de dezembro de 2014  |
| 236 | Linha da Vida                                                                          | 11 de dezembro de 2014  |